# Ризик ліквідності
Ризик ліквідності — це специфічна форма ризику, пов'язаного (зумовленого) з низькою ліквідністю об'єктів інвестування (посідання майна, активів) чи з великим періодом інвестиційного процесу. Тобто це ризик щодо можливості збитків під час реалізації майна, нерухомості, цінних паперів або інших товарів, пов'язаних зі зміною оцінки їх якості та (або) споживчої вартості.
Для оцінювання ступеня ліквідності, а отже, й ризику ліквідності використовують дві основні моделі (два критерії):
- час трансформації інвестицій у грошові засоби;
- обсяг фінансових збитків (втрат) інвестора, пов'язаних з цією трансформацією.

В інвестиційній практиці за критерієм витрат часу на реалізацію виділяють:

- терміноволіквідні активи (з незначним ризиком);
- високоліквідні активи (з низьким ризиком);
- середньоліквідні активи (із середнім ризиком);
- малоліквідні активи (з високим ризиком).